# Waterval Boven
Waterval Boven este un oraș din Africa de Sud.